# Henning (Tennessee)
Henning é uma cidade  localizada no estado norte-americano de Tennessee, no Condado de Lauderdale.

## Demografia
Segundo o censo norte-americano de 2000, a sua população era de 970 habitantes.
Em 2006, foi estimada uma população de 1299, um aumento de 329 (33.9%).

## Geografia
De acordo com o United States Census Bureau tem uma área de
3,3 km², dos quais 3,3 km² cobertos por terra e 0,0 km² cobertos por água.

## Localidades na vizinhança
O diagrama seguinte representa as localidades num raio de 24 km ao redor de Henning.